# Dinema polybulbon
Genre
Espèce
Classification phylogénétique
Synonymes
- Epidendrum polybulbon (Sw.)
- Encyclia polybulbon (Sw.) Dressler
- Bulbophyllum occidentale Spreng.
- Epidendrum polybulbon var. luteoalbum Miethe
- Epidendrum cubincola Borhidi
- Dinema cubincola(Borhidi) H.Dietr

Dinema polybulbon est une espèce de plantes à fleurs de la famille des Orchidaceae (les orchidées) originaire du Mexique, d'Amérique centrale et des Caraïbes, la seule du genre Dinema (monotypique).

## Description
Dinema polybulbon est une plante épiphyte ou lithophyte. Elle porte des pseudobulbes de 10 mm de long et 6 mm de large, espacés de 1 à 1,5 mm sur un rhizome rampant. Les feuilles mesurent 15 mm de long et 8 mm de large et sont vert brillant. L'inflorescence est unique ou porte rarement deux fleurs. Ces dernières mesurent 15 mm de diamètre ; les sépales et pétales sont brun-jaune, le labelle blanc. Le fruit est une capsule ellipsoïde. Cette espèce se reconnaît à sa petite taille et ses fleurs solitaires au labelle simple blanc à jaunâtre et aux prolongements en forme de cornicule de la colonne.

## Distribution
Dinema polybulbon pousse au Mexique, au Belize, au Salvador, au Guatemala, au Honduras, au Nicaragua, à Cuba et en Jamaïque. On la retrouve dans les forêts mixtes humides entre 1 000 et 1 400 m d'altitude ; l'espèce est peu commune dans son habitat. La floraison a lieu en novembre et les fruits se développent en août.

## Galerie

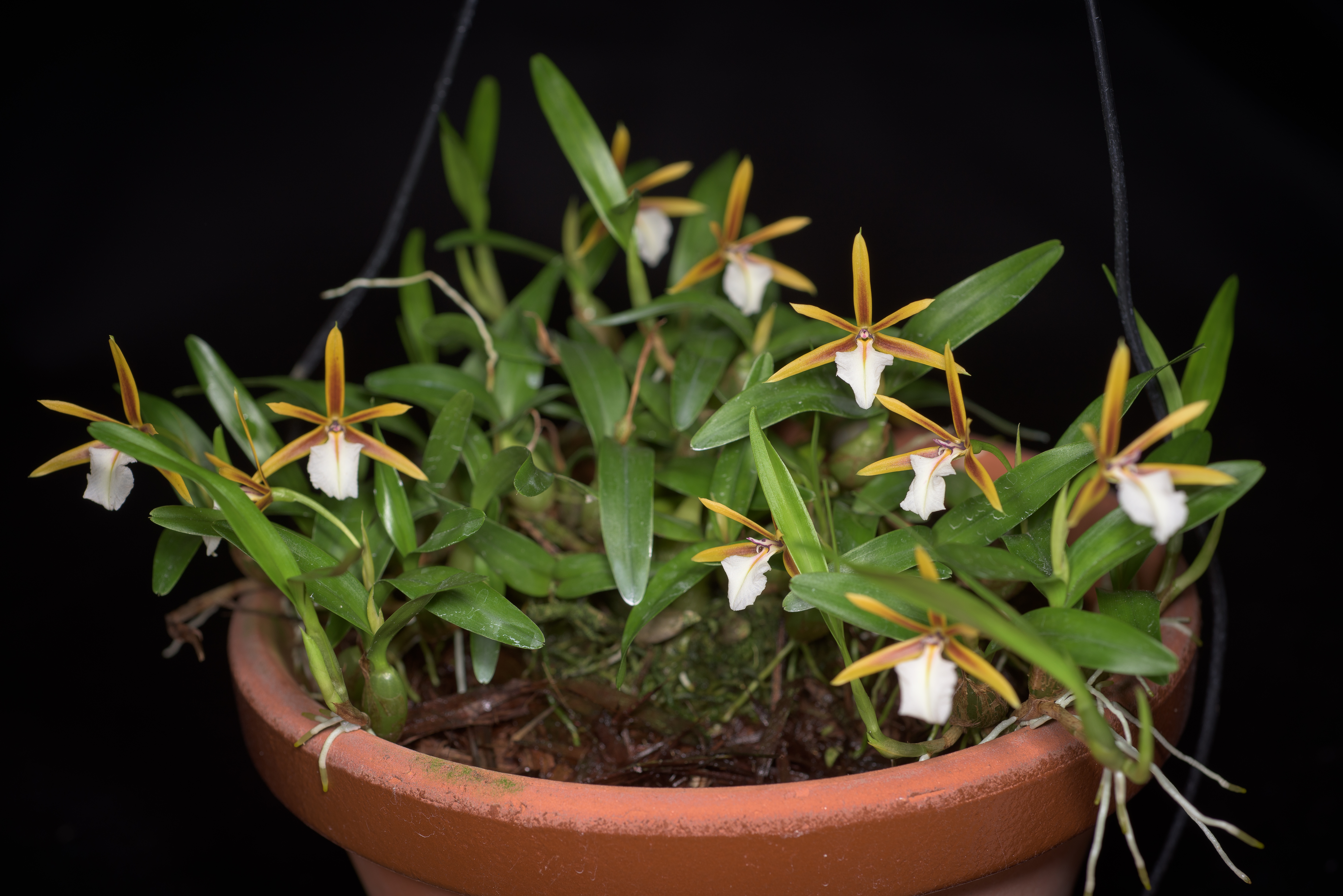
Plante.
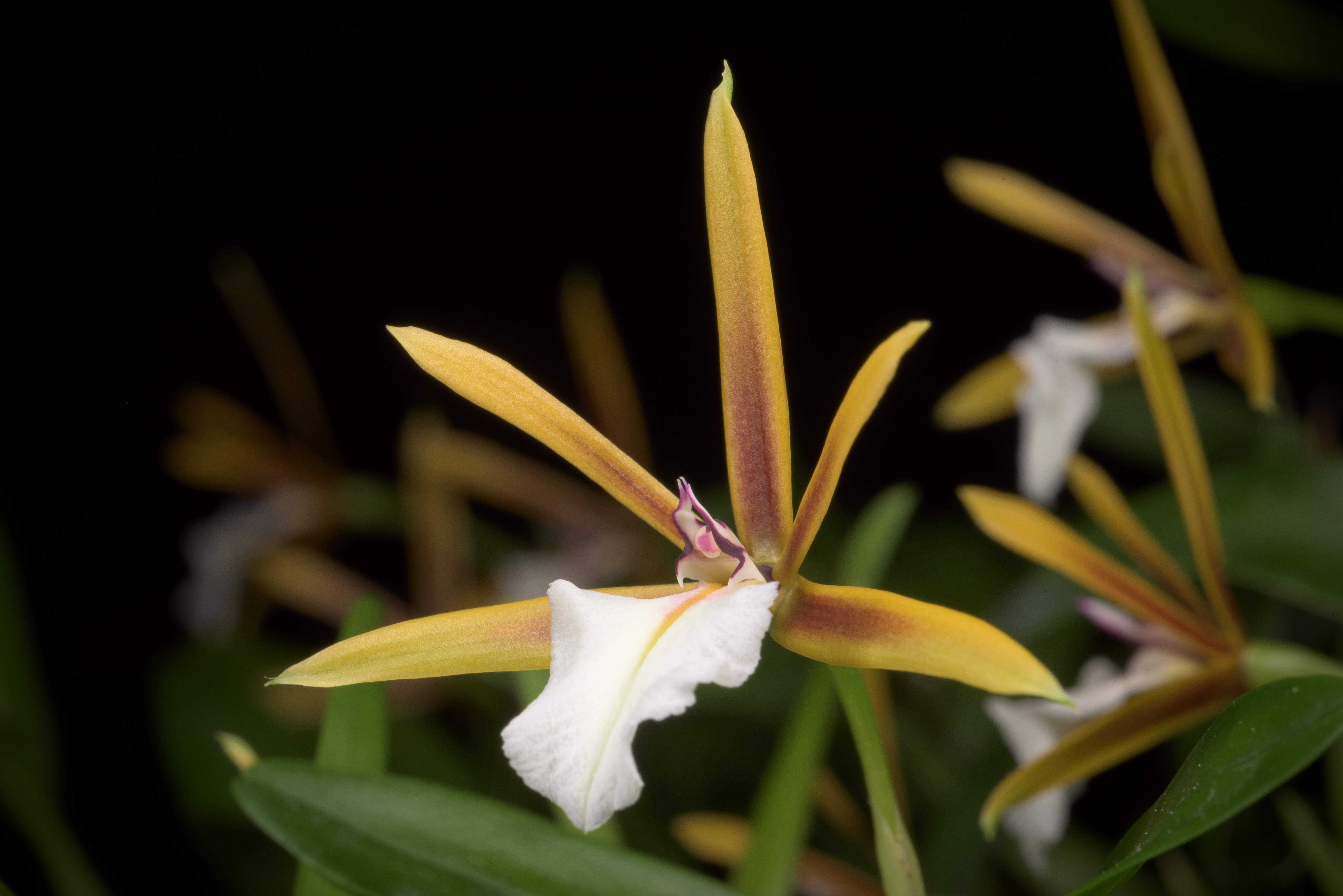
Fleur.
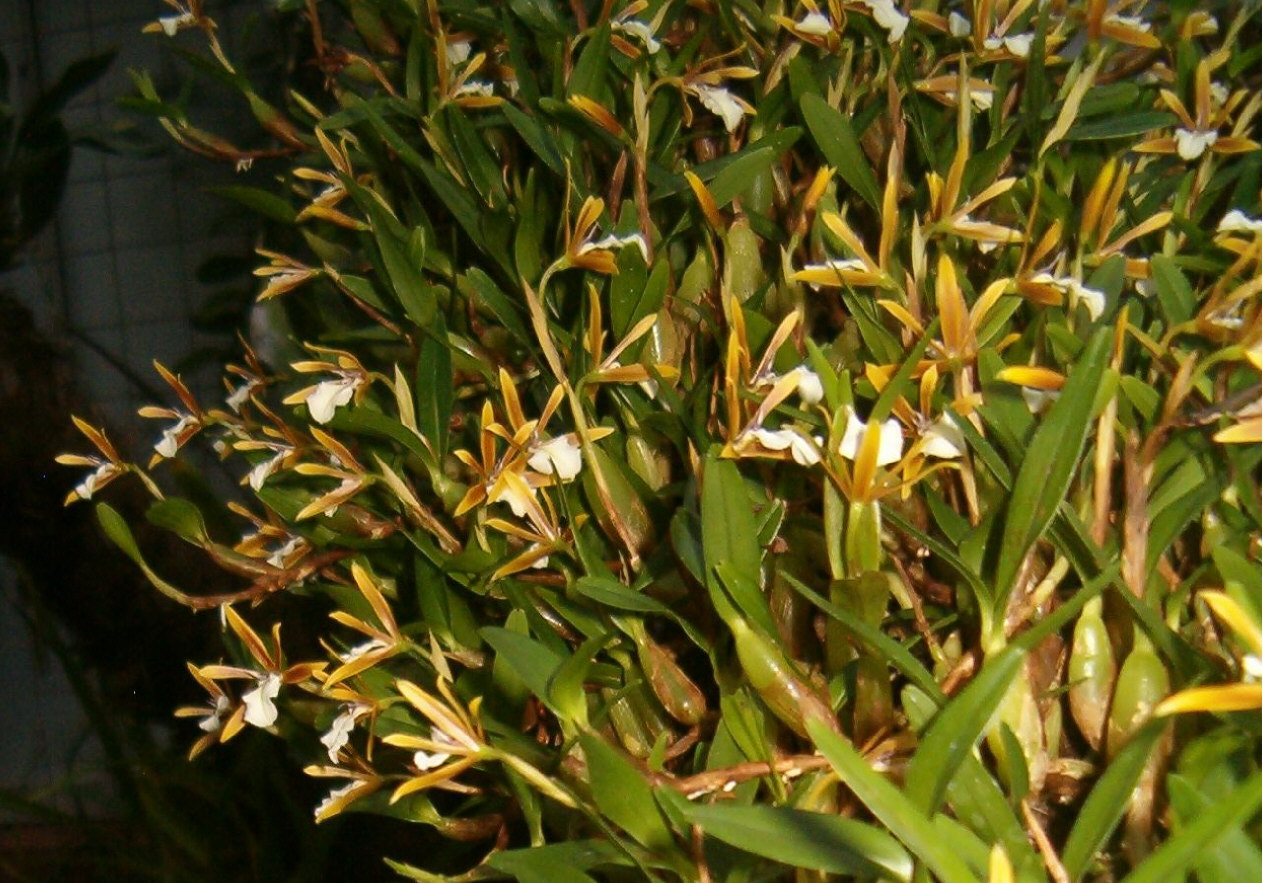
Croissance rampante de la plante.
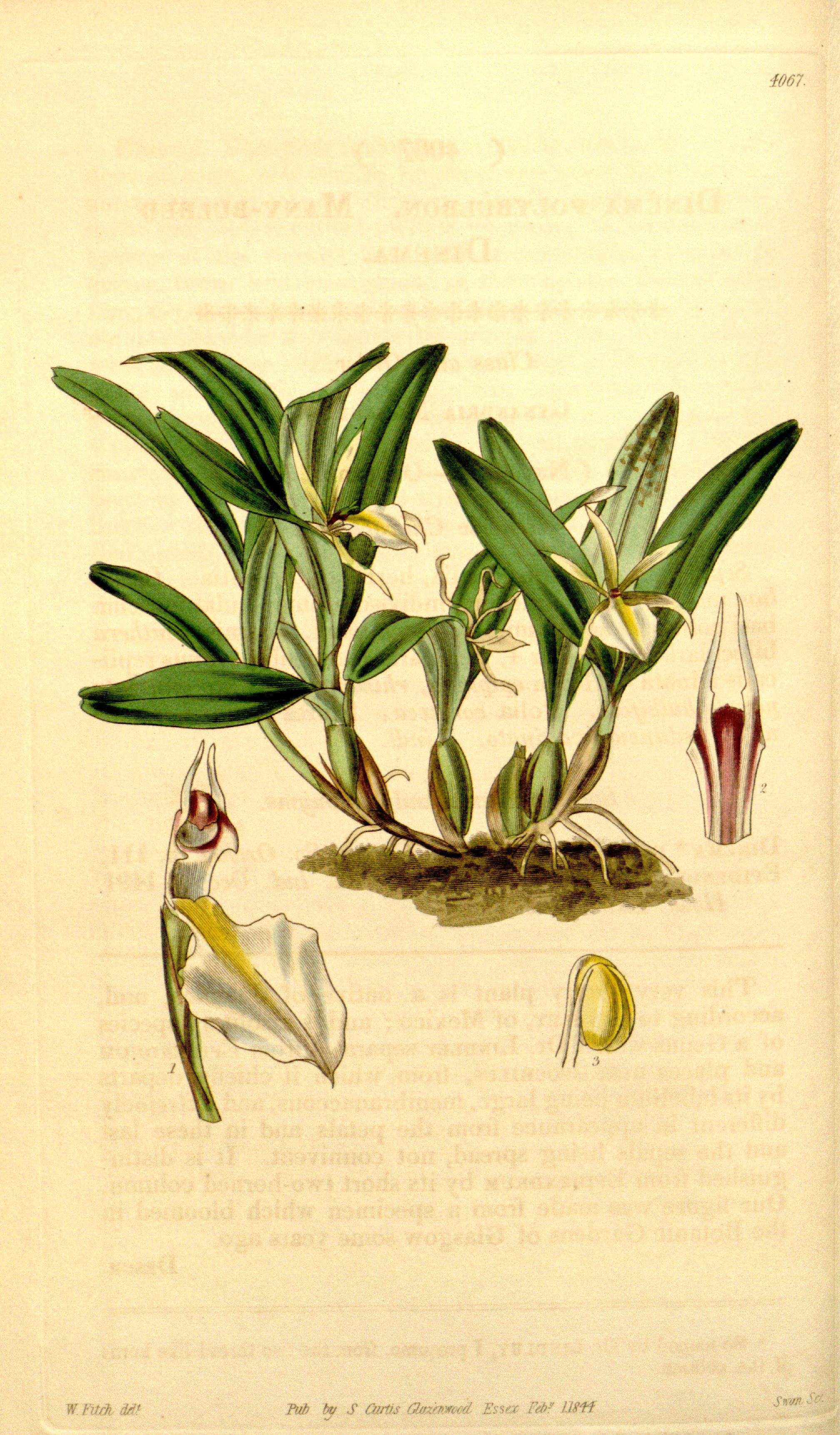
Dinema polybulbon du Curtis's Botanical Magazine vol. 70 (NS 17) pl. 4067.